# Lubaszcz
Lubaszcz (niem. Laubast) – wieś w Polsce położona w województwie kujawsko-pomorskim, w powiecie nakielskim, w gminie Nakło nad Notecią.
Wieś królewska starostwa nakielskiego, pod koniec XVI wieku leżała w powiecie nakielskim województwa kaliskiego.

## Podział administracyjny
W latach 1975–1998 miejscowość administracyjnie należała do województwa bydgoskiego.

## Demografia
Według Narodowego Spisu Powszechnego (III 2011 r.) liczyła 341 mieszkańców. Jest jedenastą co do wielkości miejscowością gminy Nakło nad Notecią.

## Dawne cmentarze
Na terenie wsi zlokalizowany jest nieczynny cmentarz ewangelicki.

## Zabytki
Według rejestru zabytków NID na listę zabytków wpisany jest zespół pałacowy z 2. połowy XIX w., nr rej.: A/348/1-3 z 9.01.1993:
- pałac (dec. dwór), 1864 r.
- ogrodzenie obiektu
- park, XIX w.